# Ворт (Илиноис)
Ворт (енгл. Worth) град је у америчкој савезној држави Илиноис.

## Демографија
По попису из 2010. године број становника је 10.789, што је 258 (-2,3%) становника мање него 2000. године.
| Група             | 2000.         | 2010.         |
| Белци             | 9.850 (89,2%) | 8.942 (82,9%) |
| Афроамериканци    | 176 (1,6%)    | 279 (2,6%)    |
| Азијати           | 135 (1,2%)    | 205 (1,9%)    |
| Хиспаноамериканци | 669 (6,1%)    | 1.230 (11,4%) |
| Укупно            | 11.047        | 10.789        |